# Bảng màu Narmer
Bảng màu Narmer là một phiến đá mô tả những quy ước kinh điển trong nền nghệ thuật Ai Cập cổ đại, có niên đại từ khoảng thế kỷ 31 TCN dưới triều pharaon Narmer, và đã được chính thức hóa vào thời điểm bảng màu này ra đời. Những chữ khắc tượng hình trên bảng màu này được cho là sớm nhất kể từ khi được tìm thấy cho đến nay. Đây là một phát hiện quan trọng trong ngành khảo cổ Ai Cập. Nhà Ai Cập học Bob Brier đã gọi Bảng màu Narmer là "tài liệu lịch sử đầu tiên trên thế giới".

## Phát hiện
Bảng màu Narmer đã tồn tại qua 5 thiên niên kỷ trong điều kiện gần như là hoàn hảo, được phát hiện bởi các nhà khảo cổ học người Anh là James E. Quibell và Frederick W. Green, trong đền thờ thần Horus tại Nekhen, trong lần khai quật vào năm 1897 - 1898, nhưng không ghi rõ chính xác vị trí phát hiện. Cũng được tìm thấy tại đây trong lần khai quật này là đầu chùy của hai vị pharaon là Narmer và Scorpion II.
Những tấm bảng màu thường được sử dụng để mài các mỹ phẩm, nhưng bảng màu Narmer lại quá lớn và nặng, và lại tỉ mỉ, để có thể sử dụng cho một cá nhân. Nhiều suy đoán cho rằng, đây là một lễ vật được dâng lên đền thờ, hoặc bản thân nó được dùng để mài mỹ phẩm dành cho việc trang trí, tô điểm các bức tượng thần thánh trong đền thờ.
Bảng màu Narmer là một phần trong bộ sưu tập của Bảo tàng Ai Cập tại Cairo. Nó mang số hiệu CG14716.

## Mô tả

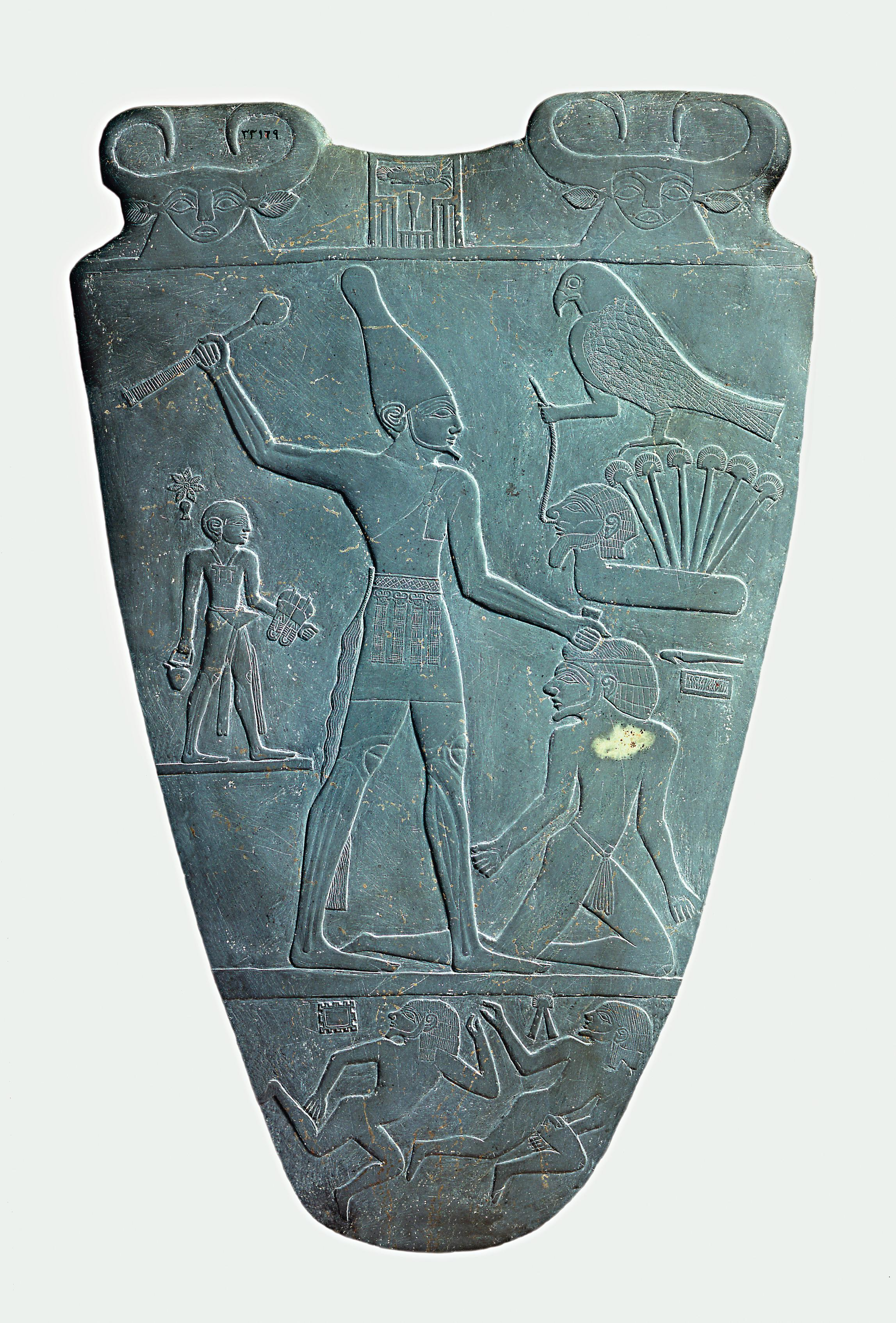
Mặt trước của Bảng màu

Bảng màu Narmer cao 63 cm, hình khiên, được chạm khắc từ một phiến đá sa thạch màu xám đen, mềm và phẳng. Vật liệu này này được sử dụng rộng rãi trong thời kỳ Tiền triều đại để tạo ra các bảng màu như vậy và cũng được dùng để tạc các bức tượng thời kỳ Cổ vương quốc. Một bức tượng của pharaon Vương triều thứ 2 là Khasekhemwy, được tìm thấy trong cùng khu phức hợp với Bảng màu Narmer, cũng được làm bằng chất liệu đá này.
Cả hai mặt của bảng màu được chạm nổi. Ở ngay giữa trên cùng của cả hai mặt là chữ tượng hình biểu tượng cho tên của vua Narmer. Ở hai bên góc là một cặp đầu người mang sừng bò, là hình ảnh của nữ thần bò Bat (về sau được đồng nhất với nữ thần Hathor). Bà là vị thần bảo trợ nome thứ 7 của Thượng Ai Cập.
Bảng màu cho thấy những quy ước điển hình dành cho các nhân vật quan trọng trong hội họa và phù điêu của Ai Cập cổ đại, từ sải chân cho đến thân mình. Tỉ lệ chuẩn của cơ thể dựa vào "nắm tay", với 18 nắm tay tính từ mặt đất lên đến chân tóc đã được thiết lập. Những nhân vật phụ trong tranh như các tù binh, nô lệ, xác chết và các con thú được miêu tả một cách tự do hơn nhiều.

### Mặt trước

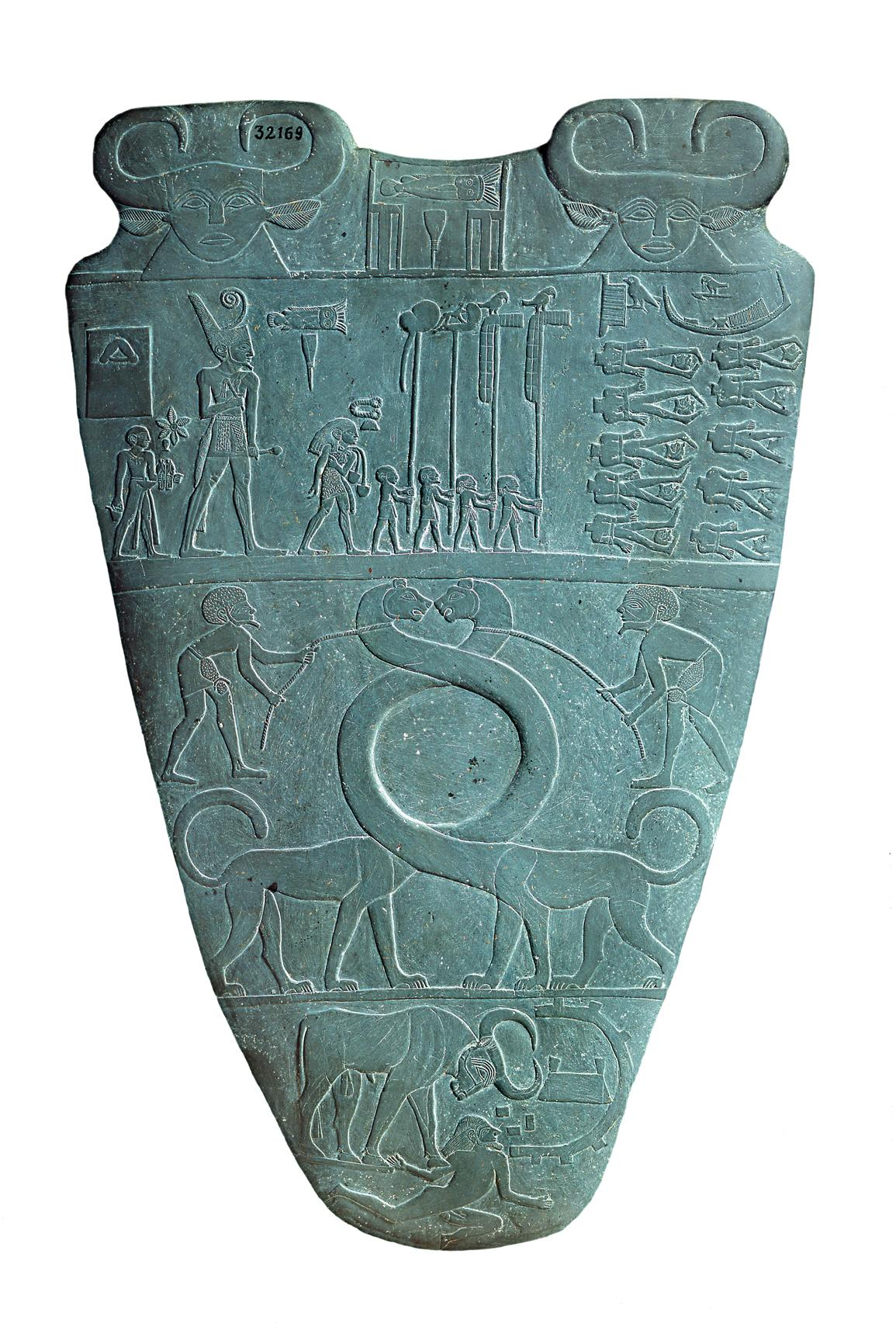
Mặt sau của Bảng màu

Phù điêu ở trung tâm mặt trước mô tả Narmer đang cầm một cây chùy và đội Vương miện Trắng của Thượng Ai Cập. Bên trái nhà vua là một người đàn ông đang cầm trong tay đôi sandal của ngài. Người bên phải đang quỳ dưới chân nhà vua là một tên tù binh, người sắp bị ông trừng phạt. Hai ký tự tượng hình nhỏ ở bên phải đầu của tên tù binh có lẽ là tên của hắn. Con chim ưng lớn ở góc trên đại diện cho thần bầu trời Horus, đang ngự trên một đóa hoa cói (cói là biểu tượng của Hạ Ai Cập). Bên dưới chân nhà vua là 2 người đàn ông khác, có lẽ là những kẻ thù đang tháo chạy, hoặc là những xác chết ngổn ngang trên mặt đất.

### Mặt sau
Cảnh phù điêu bên dưới đầu bò của thần Bat là một đám rước. Narmer được mô tả là người cao nhất trong đám, đầu đội Vương miện Đỏ của Hạ Ai Cập, nhấn mạnh vị trí của nhà vua. Trên tay nhà vua là cây chùy và cây néo đập lúa, biểu tượng của vương quyền. Hai ký tự tượng hình ở trước mặt nhà vua là tên của ngài. Đằng sau nhà vua chính là người cầm dép ban nãy, đã xuất hiện ở mặt trước tấm bảng. Đi trước nhà vua là 5 người đàn ông, tay giơ cao những bộ da thú, một con chó và hai con chim ưng. Sát góc phải là 10 nạn nhân bị chặt đầu, với thủ cấp nằm giữa chân.
Cảnh bên dưới mô tả 2 người đàn ông đang buộc cổ hai con vật kỳ lạ, gọi là Serpopard. Serpopard là một sinh vật thần thoại được ghép từ hình ảnh của báo và rắn. Cổ của hai con này xoắn lại tạo thành một vòng tròn ngay chính giữa. Thượng và Hạ Ai Cập đều thờ các vị thần chiến tranh mang hình dạng của loài sư tử (hoặc báo), như Sekhmet. Do đó, hình ảnh xoắn cổ của Serpopard là đại diện cho sự thống nhất của 2 miền Ai Cập.
Cảnh dưới cùng là một con bò đực dùng sừng húc đổ tường thành và đang giẫm lên một tên giặc. Hình ảnh này tượng trưng cho nhà vua, bởi vì các vị vua Ai Cập luôn nhận mình là con trai của nữ thần bò và được thần bảo trợ. Tính ngữ "Con bò đực của Mẹ" của các pharaon cũng để ám chỉ điều này.

## Tranh luận
Bảng màu Narmer đã gây ra những cuộc tranh luận trong nhiều năm qua. Nhiều học giả tin rằng, Bảng màu Narmer mô tả sự thống nhất Hạ Ai Cập bởi vua của Thượng Ai Cập, hoặc ghi lại thành công trong một chiến dịch quân sự đối với người Libya. Một số học giả khác như Nicholas Millet đã lập luận rằng, Bảng màu không đại diện cho một sự kiện lịch sử nào, mà thay vào đó là đại diện cho các sự kiện trong năm mà đối tượng dành riêng cho ngôi đền. Whitney Davis cho rằng, tấm bảng là một phép mô tả ẩn dụ trực quan về nhà vua, xem ngài là một người đi chinh phục và tiêu diệt kẻ thù. John Baines cũng cho rằng, mục đích chính của tấm bảng này không phải là ghi lại một sự kiện cụ thể nào đó, mà là để khẳng định rằng nhà vua cai trị thế giới nhân danh các vị thần, và đã đánh bại, dẹp yên các hỗn loạn cả ngoài lẫn trong.

## Sách tham khảo
1. 1 2  Toby A. H. Wilkinson (1999), Early Dynastic Egypt, Nhà xuất bản Routledge, tr.6 ISBN 9780415186339
2. ↑  Bob Brier, A. Hoyt Hobbs (2008), Daily Life of the Ancient Egyptians, Nhà xuất bản Greenwood Publishing Group, tr.3 ISBN 9780313353062
3. ↑  Ian Shaw (2004), Ancient Egypt: A Very Short Introduction, Nhà xuất bản OUP Oxford, tr.20 ISBN 9780191578403
4. 1 2  Ian Shaw (2003), Exploring Ancient Egypt, Nhà xuất bản Oxford University Press, USA, tr.32-33 ISBN 9780195116786
5. ↑  Bob Brier, Great Pharaohs of Ancient Egypt, The Great Courses
6. 1 2 3  Ian Shaw (2004), Ancient Egypt: A Very Short Introduction, Nhà xuất bản OUP Oxford, tr.23 ISBN 9780191578403
7. 1 2  David Wengrow (2006), The Archaeology of Early Egypt: Social Transformations in North-East Africa, C.10,000 to 2,650 BC, Nhà xuất bản Cambridge University Press, tr.41 & 212 ISBN 9780521835862
8. ↑  Richard H. Wilkinson (2003), The Complete Gods and Goddesses of Ancient Egypt, Nhà xuất bản Thames & Hudson, tr.172 ISBN 0-500-05120-8
9. ↑  William Stevenson Smith, William Kelly Simpson (1998), The Art and Architecture of Ancient Egypt, Nhà xuất bản Yale University Press, tr.12-13 và chú thích 17 ISBN 9780300077476
10. ↑  Stan Hendrickx (2017), Narmer Palette Bibliography Lưu trữ ngày 2 tháng 12 năm 2020 tại Wayback Machine
11. 1 2  Ian Shaw, Paul Nicholson (2003), The Dictionary of Ancient Egypt, Nhà xuất bản Harry N. Abrams, tr.196-197 ISBN 9780810990968
12. ↑  John Baines (1989), "Communication and display: the integration of early Egyptian art and writing", Antiquity, quyển 63: 240, tr.471–482